# A Light That Never Comes
„A Light That Never Comes“ je píseň, kterou napsala a nahrála americká rocková skupina Linkin Park a americký DJ a hudební producent Steve Aoki. Byla zařazena na druhé remixové album Recharged. Jedná se o dvacátý šestý singl skupiny.
Píseň byla pozitivně přijata. Během prvního týdne bylo v Americe prodáno více než 50 000 kusů.

## Videoklip
Dne 6. října 2013 Joe Hahn potvrdil práci na novém videoklipu k písničce. Videoklip byl zveřejněn o několik dní později, i když pouze na několika stránkách po celém světě, které apelovaly na příslušné regiony.[ujasnit]

## Seznam skladeb
| Pořadí | Název                      | Délka |
| ------ | -------------------------- | ----- |
| 1.     | „A Light That Never Comes“ | 3:49  |